# جيانغ جينغ
جيانغ جينغ (بالصينية: 蒋敬) هي منافسة ألعاب القوى صينية، ولدت في 23 أكتوبر 1985.

## وصلات خارجية
- جيانغ جينغ على موقع الاتحاد الدولي لألعاب القوى (الإنجليزية)
- جيانغ جينغ على موقع أوليمبيديا (الإنجليزية)
- جيانغ جينغ على موقع اللجنة الأولمبية الصينية (الإنجليزية)